# Martin Paul Müller (Maler, 1872)

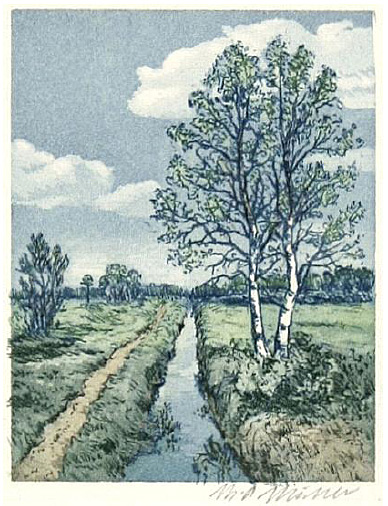
Martin Paul Müller (1872–1936), Am Schilfgraben, Farbradierung

Martin Paul Müller (* 29. Juni 1872 in Landsberg (Warthe); † 27. November 1936 in Bremen) war ein deutscher Maler und Grafiker, der in der Künstlerkolonie Worpswede wirkte.

## Biografie
Müller (Signatur Martin Paul Müller – Radierungen mit der Signatur „von M.P.Müller“ sind nachträglich von fremder Hand signiert) studierte an den Kunstgewerbeschulen in Berlin und Weimar und den Akademien in Leipzig und München. Anschließend beschäftigte er sich vornehmlich mit Druckgrafiken und machte sich um 1901 in Bremen als Radierer bekannt. Von Bremen aus kam er frühzeitig mit der benachbarten Landschaft des Teufelsmoors in Berührung, 1913 siedelte er endgültig nach Worpswede über, wo er im Jahre 1919 die Künstlerpresse Worpswede gründete, die sich als Werkstatt für Künstlergraphik und besonders als Kupferdruck-Presse einen Namen gemacht hat. Sie wurde von seinem Neffen, dem Kupferdrucker Herbert Jaeckel, fortgeführt, der auch für die ihm befreundeten Künstler Horst Janssen und Friedrich Meckseper Radierungen druckte.
M.P. Müller ist durch seine Worpsweder Radierungen (Landschaft, Porträt) ein wesentlicher Schrittmacher der Popularisierung Worpswedes gewesen. Er war Mitglied der „Wirtschaftliche Vereinigung Worpsweder Künstler“, des „Künstlerbundes Bremen“ und des „Reichsverbandes Bildender Künstler Deutschlands (Berlin)“.

## Ausstellungen
- Galerie Netzel, Worpswede